# Groenkopwielewaal
De groenkopwielewaal (Oriolus chlorocephalus) is een zangvogel uit de familie Oriolidae (Wielewalen en vijgvogels).

## Verspreiding en leefgebied
Deze soort komt voor in oostelijk Afrika en telt drie ondersoorten:
- O. c. amani: zuidoostelijk Kenia en oostelijk Tanzania.
- O. c. chlorocephalus: Malawi en centraal Mozambique.
- O. c. speculifer: zuidelijk Mozambique.

## Status
De grootte van de populatie is niet gekwantificeerd maar de soort wordt omschreven als schaars tot plaatselijk algemeen in Kenia en algemeen in Tanzania. Op de Rode lijst van de IUCN heeft deze soort de status niet bedreigd.